# 全球保險集團
全球保險集團（荷蘭語：AEGON N.V.），是全球最大的保险企业之一，其总部位于荷兰海牙。

## 历史
成立于1983年，业务集中于人寿保险和养老金，及具储蓄／投资性质的保险产品。集团也着力于意外保险，补充健康保险以及综合保险和有限的银行业务。
全球保险集团的三个重要市场是美国（主要透过名为“国际金融集团”的一家金融公司）、荷兰和英国。另外，集团也参与了其他一些国家的市场，包括加拿大、匈牙利、罗马尼亚、斯洛伐克、西班牙、中国大陆等地。台灣的全球人壽曾經屬於全球保险集团，在2009年已將100%股權售出。
2007年8月13日，全球保险集团和美林证券宣布了一个在人寿保险和理财产品领域的商业战略合作计划。作为合作关系的一部分，全球保险集团得到了价值13亿美元的两家美林证券属下的人寿保险公司。

## 成员企业
- World Financial Group
- Transamerica Corporation Transamerica公司。
- 西部储备人寿保险公司
- 石桥生命人寿保险公司
- 美国投资者人寿保险公司
- Monumental人寿保险公司
- Peoples Benefit人寿保险公司
- 苏格兰公正保险公司，英国

## 爭議
2018年6月，全球保險集團因投資油砂公司和油管而受到綠色和平組織批評。集團則表示他們正在制定有關石油和天然氣的新政策，並重新評估對油砂公司的投資。